# Maximino Peña Muñoz
Maximino Peña Muñoz (ur. 29 maja 1863 w Salduero, zm. w 1940 w Madrycie) – hiszpański malarz i ilustrator. Malował portrety i pejzaże oraz sceny rodzajowe. Pozostawił po sobie liczne dzieła; do jego ulubionych technik należały rysunek, malarstwo olejne i pastelowe.

## Życiorys
Pochodził z okolic Sorii, ale mając 13 lat przeniósł się do Buenos Aires, gdzie mieszkali jego krewni. Pracował u swojego wuja i jednocześnie uczył się w warsztacie malarza Juana Blanco de Aguirre, który zachęcił go do podjęcia artystycznych studiów. Po powrocie do Hiszpanii wstąpił do Królewskiej Akademii Sztuk Pięknych św. Ferdynanda w Madrycie. Na akademii uczył się u Casto Plasencii, który był jego mistrzem i przyjacielem.
W 1885 r. otrzymał stypendium na studia w Rzymie, gdzie odwiedział pracownie artystów takich jak José Moreno Carbonero, Antonio Muñoz Degrain, José Benlliure y Gil i Joaquín Sorolla. W Rzymie namalował obraz Carta del hijo ausente, który zdobył III medal na Krajowej Wystawie Sztuk Pięknych w Madrycie w 1887 r. Na tej samej wystawie w 1912 r. otrzymał I medal za dzieło Cabeza de labriego.
Casto Plasencia zaprosił go do współpracy przy dekoracji Królewskiej Bazyliki San Francisco el Grande w Madrycie. Wprowadził go również do madryckiego stowarzyszenia artystycznego Círculo de Bellas Artes i do Ateneo de Madrid, dzięki czemu Peña Muñoz otrzymywał więcej zleceń. Współpracował z czasopismami El Imparcial i La Ilustración Española y Americana jako ilustrator.

## Wybrane dzieła
- Carta del hijo ausente, 1881
- El bebedor, II poł. XIX w.[2]
- Cabeza de labriego, 1912